# Guillaume de La Brunetière

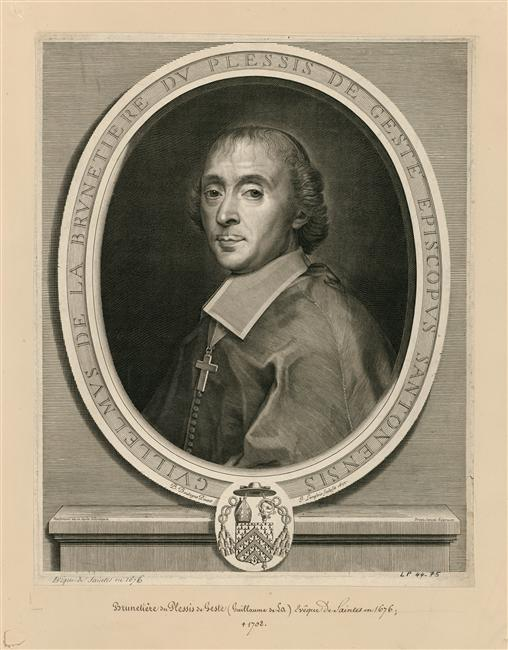
Guillaume de La Brunetière, 1677

Guillaume de La Brunetière (* 24. November 1630 in Gesté; † 2. Mai 1702 in Saintes) war ein französischer römisch-katholischer Geistlicher und Bischof von Saintes.

## Leben
Guillaume de La Brunetière du Plessis-Gesté wurde 1630 auf dem Familienbesitz Plessis in Gesté (bei Angers), einem kleinen Ort in der Landschaft Mauges geboren. Die Familie war seit langem im Anjou ansässig, von adligem Rang, aber ohne sich besonders hervorzutun. Der Vater, Antoine de La Brunetière, war Hauptmann im Regiment von Brézé, die Mutter, Elisabeth Lasnier, stammte aus einer bürgerlichen Familie aus Angers, die 1560 mit dem Bürgermeisteramt geadelt worden war.
Guillaume besuchte das Jesuitenkolleg in La Flèche, dann die Universität Paris, wo er im Juli 1648 als Magister Artium abschloss. Theologie studierte er am Kolleg von Navarra in Paris, wo er ein Zeitgenosse Bossuets war. 1656 legte er als Viertbester seines Jahrgangs das Lizentiatsexamen ab und wurde am 27. Juli 1656 zum Doktor der Theologie promoviert. 1655 wurde er zum Priester geweiht.
Seine frühe Karriere, die ausschließlich in Paris verlief, ist vor allem dem Einfluss seines Onkels Guy Lasnier (1602–1681) zu verdanken, der ihm 1657 seine Stelle als Erzdiakon von Brie (Diözese Paris) abtrat. In den frühen 1660er Jahren wurde La Brunetière Generalvikar des Pariser Erzbischofs Péréfixe. In dieser Position blieb er auch während der Vakanz nach dem Tod des Erzbischofs 1671 und unter dessen Nachfolger Harlay. Er arbeitete an liturgischen Forschungen und Reformen in Paris mit, insbesondere für das Brevier, und beteiligte sich 1664 maßgeblich an der anti-jansenistischen Kampagne gegen die Nonnen von Port-Royal. 1671 wurde er von Bossuet und Péréfixe für das Amt des Bischofs von Tulle vorgeschlagen, blieb aber erfolglos und bis 1676 Generalvikar von Paris.
Am 9. August 1676 von König Ludwig XIV. zum Bischof des Bistums Saintes ernannt, erhielt er am 20. August 1677 die päpstliche Bestätigung und am 30. November von Erzbischof Harlay die Bischofsweihe, nach Armand Jean in der Kirche Saint-Louis-des-Jésuites in Paris. Am 1. April 1678 nahm er von seiner Diözese Besitz. Hier initiierte er den Bau des allgemeinen Krankenhauses, tat sich aber vor allem durch seinen Eifer hervor, mit dem er ab 1685 „Bekehrungsmissionen“ unter den Calvinisten (Hugenotten) in der Saintonge organisierte. Jean schreibt ihm mehr als 10.000 Konversionen zu.
La Brunetière war hoch angesehen bei Bossuet, Fénelon und Ludwig XIV., der 1676 über ihn sagte: „Ich habe einen Mann zum Bischof gemacht, den ich noch nie gesehen habe, aber ich habe noch nie jemanden getroffen, der nicht gut von ihm gesprochen hätte.“ Er starb am 2. Mai 1702 im Ruf der Heiligkeit und wurde neben seinem Onkel Guy Lasnier in der Klosterkirche der Jakobiner (Dominikaner) in Saintes bestattet.

## Werke
- Instructions chrétiennes, pour les nouveaux catholiques, 1688